# -ingerode
Das Suffix -ingerode (vereinzelt in Westfalen -ingrade), welches eine Kombination aus den Endungen -ingen und -rode darstellt, ist eine häufig im Eichsfeld und am nördlichen Harzrand anzutreffende Endung von Ortsnamen.

## Verbreitungsgebiet
Das heutige Verbreitungsgebiet der Endung -ingerode liegt im südöstlichen Niedersachsen (Landkreise Goslar mit Schwerpunkt in Bad Harzburg, Göttingen mit Schwerpunkt in Duderstadt, westlichen Sachsen-Anhalt (Landkreis Harz), nordwestlichen Thüringen (Landkreis Eichsfeld, Landkreis Nordhausen) und dem äußersten Nordosten Hessens (Werra-Meißner-Kreis). Historisch reichte das Verbreitungsgebiet in Hessen weiter nach Süden, so existierte eine Siedlung Berningerode (Bräncherode) bis ins Spätmittelalter bei Jesberg im Schwalm-Eder-Kreis.

### -ingrade
Im nördlichen Oberbergischen Kreis in Nordrhein-Westfalen ist lokal die Endung -ingrade verbreitet (Wellringrade, Ispingrade, Remlingrade).

## Liste der -ingerode-Ortschaften
In Niedersachsen, Sachsen-Anhalt, Thüringen und Hessen existieren Orte auf dieser Endung. Mit Ausnahme von Wernigerode handelt es sich hierbei durchgehend um Dörfer, die in der Regel aus einer kleinen Keimzelle hervorgegangen sind und im Laufe der Zeit erweitert wurden. Neben Wernigerode sind die Stadt Elbingerode (Harz) mit über 5.000 Einwohnern, Harlingerode mit ca. 3.000 Einwohnern sowie Darlingerode und Gerblingerode mit ca. 2.000 Einwohnern als größte Ortschaften mit dieser Endung zu nennen.
| Ortsname                             | Region                 | Ersterwähnung | Typ              | Einwohner | (Land-)Kreis / Stadt   | Bundesland     | Koordinaten           |
| ------------------------------------ | ---------------------- | ------------- | ---------------- | --------- | ---------------------- | -------------- | --------------------- |
| Badelingerode †                      | Nördliches Harzvorland | 1249          | Wüstung          |           | Landkreis Wolfenbüttel | Niedersachsen  | 52° 06′ N, 010° 27′ O |
| Benzingerode                         | Nördliches Harzvorland | 1212          | Ortsteil         |           | Landkreis Harz         | Sachsen-Anhalt | 51° 50′ N, 010° 52′ O |
| Berlingerode                         | Eichsfeld              | 1266          | Gemeinde         | 1.228     | Landkreis Eichsfeld    | Thüringen      | 51° 27′ N, 010° 14′ O |
| Bettingerode                         | Nördliches Harzvorland | 1018          | Ortsteil         | 441       | Landkreis Goslar       | Niedersachsen  | 51° 55′ N, 010° 34′ O |
| Bintingerode †                       | Nördliches Harzvorland | 1110          | Wüstung          | –         | Landkreis Goslar       | Niedersachsen  | 51° 55′ N, 010° 38′ O |
| Boingerode †                         | Nördliches Harzvorland | 1209          | Wüstung          |           | Landkreis Wolfenbüttel | Niedersachsen  |                       |
| Bovingerode †                        | Nördliches Harzvorland | 1018          | Wüstung          | –         | Landkreis Goslar       | Niedersachsen  | 51° 53′ N, 010° 37′ O |
| Darlingerode                         | Nördliches Harzvorland | 1086          | Ortsteil         | 2.386     | Landkreis Harz         | Sachsen-Anhalt | 51° 51′ N, 010° 44′ O |
| Desingerode                          | Eichsfeld              | 952           | Ortsteil         | 525       | Landkreis Göttingen    | Niedersachsen  | 51° 32′ N, 010° 11′ O |
| Düringerode †                        | Nördliches Harzvorland | 1163          | Wüstung          | –         | Landkreis Goslar       | Niedersachsen  | 51° 56′ N, 010° 31′ O |
| Ebelingerode (†; Kleinsthofsiedlung) | Nördliches Harzvorland |               | Wüstung/Vorwerk  | –         | Landkreis Goslar       | Niedersachsen  | 51° 57′ N, 010° 27′ O |
| Ecklingerode                         | Eichsfeld              | 1221          | Gemeinde         | 723       | Landkreis Eichsfeld    | Thüringen      | 51° 30′ N, 010° 19′ O |
| Elbingerode (bei Herzberg am Harz)   | Südliches Harzvorland  |               | Gemeinde         | 459       | Landkreis Göttingen    | Niedersachsen  | 51° 40′ N, 010° 17′ O |
| Elbingerode (Harz)                   | Harz                   | 1206          | Ortsteil         | 5.317     | Landkreis Harz         | Sachsen-Anhalt | 51° 46′ N, 010° 48′ O |
| Ellingerode                          | Nordhessen             | 1352          | Ortsteil         | 314       | Werra-Meißner-Kreis    | Hessen         | 51° 20′ N, 009° 49′ O |
| Engerode (*Öddingerode, Eddingerode) | Nördliches Harzvorland | 1234          | Stadtteil        | 441       | Salzgitter             | Niedersachsen  | 52° 05′ N, 010° 22′ O |
| Esplingerode                         | Eichsfeld              | 1196          | Ortsteil         | 134       | Landkreis Göttingen    | Niedersachsen  | 51° 32′ N, 010° 12′ O |
| Etzerdingerode †                     | Nördliches Harzvorland |               | Wüstung          | –         | Landkreis Wolfenbüttel | Niedersachsen  |                       |
| Gerblingerode                        | Eichsfeld              | 1151          | Ortsteil         | 1.713     | Landkreis Göttingen    | Niedersachsen  | 51° 30′ N, 010° 16′ O |
| Göddeckenrode (*Göttingerode)        | Nördliches Harzvorland | 1311          | Ortsteil         | 195       | Landkreis Harz         | Sachsen-Anhalt | 52° 00′ N, 010° 35′ O |
| Göttingerode (†; Neuerrichtung 1935) | Nördliches Harzvorland | 1163          | Wüstung/Ortsteil | 992       | Landkreis Goslar       | Niedersachsen  | 51° 54′ N, 010° 31′ O |
| Halbertingerode †                    | Nördliches Harzvorland |               | Wüstung          | –         | Landkreis Goslar       | Niedersachsen  | 51° 55′ N, 010° 38′ O |
| Harlingerode                         | Nördliches Harzvorland | 1053          | Ortsteil         | 3.085     | Landkreis Goslar       | Niedersachsen  | 51° 54′ N, 010° 31′ O |
| Hermelingerode †                     | Südliches Harzvorland  | 1221          | Wüstung          | –         | Landkreis Göttingen    | Niedersachsen  | 51° 40′ N, 010° 20′ O |
| Hilwerdingerode †                    | Nördliches Harzvorland |               | Wüstung          | –         | Landkreis Goslar       | Niedersachsen  | 51° 55′ N, 010° 33′ O |
| Hilwerdingerode †                    | Nördliches Harzvorland | 1084          | Wüstung          | –         | Landkreis Wolfenbüttel | Niedersachsen  | 52° 01′ N, 010° 38′ O |
| Hogeringerode †                      | Nördliches Harzvorland |               | Wüstung          | –         | Landkreis Wolfenbüttel | Niedersachsen  |                       |
| Immingerode                          | Eichsfeld              | 1184          | Ortsteil         | 468       | Landkreis Göttingen    | Niedersachsen  | 51° 29′ N, 010° 14′ O |
| Isingerode                           | Nördliches Harzvorland | 1214          | Ortsteil         | 340       | Landkreis Wolfenbüttel | Niedersachsen  | 52° 01′ N, 010° 34′ O |
| Isingerode †                         | Nördliches Harzvorland | 1018          | Wüstung          | –         | Landkreis Goslar       | Niedersachsen  |                       |
| Kerstlingerode                       | Eichsfeld              |               | Ortsteil         | 237       | Landkreis Göttingen    | Niedersachsen  | 51° 28′ N, 010° 06′ O |
| Könneckenrode (*Köntingerode)        | Nördliches Harzvorland | 1154          | Vorwerk          | –         | Landkreis Goslar       | Niedersachsen  | 52° 01′ N, 010° 18′ O |
| Limlingerode                         | Südliches Harzvorland  | 1233          | Ortsteil         | –         | Landkreis Nordhausen   | Thüringen      | 51° 33′ N, 010° 32′ O |
| Lüttgenrode (*Lüttingerode)          | Nördliches Harzvorland | 1018          | Ortsteil         | 720       | Landkreis Harz         | Sachsen-Anhalt | 51° 58′ N, 010° 40′ O |
| Meinerdingerode †                    | Nördliches Harzvorland |               | Wüstung          | –         | Landkreis Wolfenbüttel | Niedersachsen  | 52° 04′ N, 010° 29′ O |
| Mingerode (*Münningerode)            | Eichsfeld              | 1184          | Ortsteil         | 1.304     | Landkreis Göttingen    | Niedersachsen  | 51° 32′ N, 010° 14′ O |
| Tiftlingerode                        | Eichsfeld              | 1141          | Ortsteil         | 872       | Landkreis Göttingen    | Niedersachsen  | 51° 30′ N, 010° 15′ O |
| Wellingerode (Meißner)               | Nordhessen             | 1355          | Ortsteil         | –         | Werra-Meißner-Kreis    | Hessen         | 51° 13′ N, 009° 58′ O |
| Wellingerode (Sontra)                | Nordhessen             | 1368          | Vorwerk          | –         | Werra-Meißner-Kreis    | Hessen         | 51° 05′ N, 009° 56′ O |
| Wöltingerode                         | Nördliches Harzvorland |               | Kloster          | –         | Landkreis Goslar       | Niedersachsen  | 51° 58′ N, 010° 32′ O |
| Werningerode                         | Eichsfeld              | 1287          | Ortsteil         | 410       | Landkreis Eichsfeld    | Thüringen      | 51° 30′ N, 010° 30′ O |
| Wintzingerode                        | Eichsfeld              | 1209          | Stadtteil        | 643       | Landkreis Eichsfeld    | Thüringen      | 51° 27′ N, 010° 20′ O |
| Wülfingerode                         | Südliches Harzvorland  | 1154          | Ortsteil         | –         | Landkreis Nordhausen   | Thüringen      | 51° 25′ N, 010° 31′ O |

Diese Liste erhebt keinen Anspruch auf Vollständigkeit.
In einigen Fällen ist die Endung bis zur Unkenntlichkeit kontraktiert oder verschlissen. Beispielsweise entwickelte sich der Name Mingerode aus Munningeroth und Göddeckenrode wahrscheinlich aus einer Urform Gotingeroth.